# Heinrich Dorrenbach
Heinrich Dorrenbach (* 18. Februar 1888 in Neuss; † 18. Mai 1919 in Berlin) war ein deutscher Offizier und sozialistischer Revolutionär. Er war einer der Organisatoren der Volksmarinedivision (aber zu keinem Zeitpunkt – obschon das in der Literatur oft fälschlich angenommen wird – ihr Kommandeur) und spielte während des 1. Reichsrätekongresses, bei den Berliner Weihnachtskämpfen und im Rahmen des Januaraufstands eine bedeutende Rolle. Dorrenbach wurde am 17. Mai 1919 von Kriminalwachtmeister Ernst Tamschik, der einige Wochen zuvor bereits Leo Jogiches ermordet hatte, im Kriminalgericht Moabit niedergeschossen und starb einen Tag später in der Charité.

## Leben
Dorrenbach durchlief Volksschule und Gymnasium seiner Geburtsstadt und arbeitete danach als Sekretär für Kaufleute und Rechtsanwälte. Als er sich mit der streikenden Belegschaft einer Färberei solidarisierte, wurde er entlassen und trat (1910) der SPD bei. Bis 1914 lebte und arbeitete er im Rheinland, in Frankreich, Belgien und den Niederlanden. Nach Kriegsausbruch meldete er sich freiwillig, zeichnete sich aus, wurde Leutnant und erhielt das Eiserne Kreuz II. Klasse. Bei Kämpfen in der Champagne schwer verwundet, trat er zunehmend offen gegen den Krieg auf und wurde 1917, nach einer versuchten Desertion, mehrere Monate in Haft gehalten und anschließend aus dem Militärdienst entlassen. Er ging nach Berlin und beteiligte sich hier an Vorbereitung und Durchführung des Januarstreiks.
In Abstimmung mit Karl Liebknecht versuchte Dorrenbach bereits am 9. November 1918, eine im Sinne der Revolution verlässliche bewaffnete Formation aufzustellen. Zeitgleich war Hermann Wolff-Metternich durch Friedrich Ebert zur Aufstellung einer Sicherheitswehr beauftragt worden. Am 11. November wurde er – obwohl nie Marineangehöriger – in den Volksmarinerat von Groß-Berlin und Vororten gewählt und initiierte am gleichen Tag zusammen mit Paul Wieczorek die Bildung der Volksmarinedivision, welche auch die Einheit von Wolff-Metternich aufnahm. Nach dem Putschversuch vom 6. Dezember 1918 und der Absetzung des in diese Vorgänge verwickelten bisherigen Kommandeurs Hermann Wolff-Metternich wählten die Matrosen Dorrenbach in den fünfköpfigen Hauptausschuss der Division, wo er neben dem neuen Kommandeur Fritz Radtke großen Einfluss ausübte. Am 17. Dezember verlas er vor dem Reichsrätekongress die Forderungen der Soldatenräte mehrerer Berliner Regimenter, die in abgeschwächter Form am Folgetag als sogenannte Hamburger Punkte angenommen wurden (disziplinarische Gewalt und Kommandogewalt in den Garnisonen bei den Soldatenräten, Wahl der Kommandeure, Abschaffung der Rangabzeichen usw.) – die schwerste Schlappe der SPD-Führung auf dem ansonsten ganz in ihrem Sinne verlaufenen Kongress. Dorrenbach, der auch dafür sorgte, dass Liebknecht, Ledebour und Eichhorn regelmäßig im Berliner Schloss zu den Matrosen sprechen konnten, zog sich so die nachdrückliche Feindschaft führender Sozialdemokraten zu; noch zehn Jahre später sah Hermann Müller in Dorrenbach einen „wurzellose[n] Abenteurer“, der „Unheil stiftete, wo er auftrat“.
Nach den Verhandlungen zwischen dem Volksmarinerat und den Volksbeauftragten versuchte Dorrenbach am 23. Dezember 1918, die Schlüssel des Schlosses in der Reichskanzlei bei Emil Barth abzuliefern. Dieser verwies ihn an Ebert, der sich aber verleugnen ließ; daraufhin ordnete der wütende Dorrenbach die vorübergehende Abriegelung der Reichskanzlei und die Besetzung ihrer Telefonzentrale an. Dadurch lieferte Dorrenbach unabsichtlich den gewünschten Vorwand für das gewaltsame Vorgehen gegen die Volksmarinedivision: Von den beiden separaten Leitungen, über die Ebert regelmäßig mit dem preußischen Kriegsministerium und der OHL in Kassel kommunizierte, wussten die Matrosen nichts; Ebert konnte so Groener von seiner „Festsetzung“ unterrichten und auffordern, die „Befreiung militärisch zu erzwingen.“ Da die Blockade der Reichskanzlei allerdings nach kurzer Zeit wieder aufgehoben worden war, fand der von Waldemar Pabst geleitete Angriff auf die Matrosen am Folgetag unter dem Vorwand der Befreiung des unterdessen durch diese festgesetzten Stadtkommandanten Otto Wels statt. Bei den Kämpfen um das Berliner Schloss am 24. Dezember trat Dorrenbach mit Mut und Umsicht auf. Er organisierte die nur etwa 30 Verteidiger wirksam und brachte im Schlosshof unter Beschuss ein Maschinengewehr in Stellung, wodurch er die Angreifer einige Zeit am Vordringen durch das von ihnen besetzte Portal am Lustgarten hindern konnte.
Nach Angaben Richard Müllers soll die am Abend des 5. Januar bei einer Beratung von revolutionären Obleuten, Berliner USPD und KPD geäußerte Ansicht Dorrenbachs, dass sich nicht nur die Volksmarinedivision, sondern auch die restlichen Garnisonstruppen aus Empörung über die am 4. Januar verfügte Absetzung des Polizeipräsidenten Emil Eichhorn für den Sturz der Regierung Ebert-Scheidemann engagieren würden, den Ausschlag für die Entscheidung gegeben haben, den offenen Aufstand zu wagen. Hierzu konstituierte sich ein 33-köpfiger Aktionsausschuss, dem auch Dorrenbach angehörte. Die Einschätzung Dorrenbachs war, wie sich schon am nächsten Tag zeigte, unzutreffend. Die Berliner Regimenter waren zwar nicht bereit, sich für die Regierung zu schlagen, unterstützten aber auch nicht die Aufständischen und erklärten sich für neutral. Dies galt auch für die Volksmarinedivision, deren im Marstall anwesende Führer Dorrenbach wegen dessen „Eigenmächtigkeit“ vom Vorabend das Misstrauen aussprachen und den Aktionsausschuss zum Umzug ins Polizeipräsidium nötigten.
Nach dem Ende der Januarkämpfe wurde gegen Dorrenbach Haftbefehl erlassen, er floh zunächst nach Kiel, kehrte kurz nach Berlin zurück und wurde Mitte Februar in Posen festgenommen. Ihm gelang allerdings die Flucht, die ihn bis nach Braunschweig führte. Hier wurde Dorrenbach Anfang März erkannt und von der bürgerlichen Presse beschuldigt, für die „Riesendiebstähle“ im Berliner Schloss verantwortlich zu sein. Der gegen ihn geführte Prozess endete allerdings mit seinem Freispruch. Vor Gericht hatte sich Dorrenbach zur KPD bekannt und trat für diese im April und Mai in Thüringen unter dem Decknamen Heinz Brandt als Redner auf Arbeiterversammlungen auf. Am Karfreitag wurde er auf dem Gothaer Bahnhof von dem offenbar auf ihn angesetzten ehemaligen Berliner Kriminalbeamten Martin Kirschbaum – im Frühjahr 1919 Mitglied der fast ausschließlich mit der Bekämpfung der KPD befassten, in zahlreiche Morde und andere Straftaten verwickelten „Streifkompanie“ des Oberleutnants Eugen von Kessel –  überwältigt, aber anschließend, so Kirschbaum, von einer „Volksmenge befreit“. Am 16. Mai – nach anderen Angaben am 12. Mai – gelang es Kirschbaum und zwei Helfern, sich in der Wohnung eines Eisenacher KPD-Mitglieds Dorrenbachs zu bemächtigen. Er wurde unmittelbar nach Berlin verbracht, dort am 17. Mai noch von einem Staatsanwalt vernommen und anschließend „auf der Flucht“ niedergeschossen; er erlag seinen schweren Verletzungen einen Tag später. Kurz vor seinem Tod versicherte er seinem Rechtsanwalt, keinen Fluchtversuch unternommen zu haben.
Dorrenbach wurde auf dem Friedhof Weißensee beigesetzt.

## Nachwirkung und Ehrungen
Dorrenbach wurde in der DDR lange nicht im gleichen Umfang wie andere Teilnehmer der Novemberrevolution popularisiert und in die Geschichtspädagogik einbezogen. Das änderte sich erst im Umfeld des 50. Jahrestages der Revolution 1968. 1981 legte Otto Gotsche mit Standort Marstall einen auch in Details gründlich recherchierten biographischen Roman über das Leben Dorrenbachs vor. In der DDR trugen die heutige Grundschule am Arkonaplatz in Berlin-Mitte (Heinrich-Dorrenbach-Oberschule, 7. POS), das Grenzregiment 33 der Grenztruppen der DDR (Berlin-Treptow) und eine Straße in Strausberg Dorrenbachs Namen. In der Gedenkstätte der Sozialisten  ist sein Name auf der großen Porphyr-Gedenktafel verzeichnet.